# Носков, Александр Алексеевич
Александр Алексеевич Носков (1898 — 1960) — советский военачальник, генерал-майор (1942), участник Гражданской и Великой Отечественной войн. В 1942 году попал в немецкий плен, после войны вернулся в СССР, был восстановлен на службе в Советской армии. В отставке с 1954 года.

## Биография
Александр Носков родился 30 августа 1898 года в деревне Эндогорово Тверской губернии в крестьянской семье. В 1909—1912 годах работал на колбасной фабрике в Москве, затем до 1916 года — в булочной. Учился по вечерам, окончил четырёхклассное народное училище. В ноябре 1917 года он вступил в московский отряд Красной Гвардии, а в октябре 1918 года — в Рабоче-Крестьянскую Красную Армию. Принимал участие в Гражданской войне. Участвовал в боевых действиях против войск Деникина и польских войск. В 1922 году он окончил 4-ю кавалерийскую школу комсостава РККА, после чего до 1937 года командовал различными кавалерийскими подразделениями. В течение трёх лет командовал кавалерийским полком.
В июне 1941 года Носков был назначен командиром 26-й кавалерийской дивизии. В начале Великой Отечественной войны участвовал в сражениях с немецкими войсками на Западном фронте. 28 марта 1942 года ему было присвоено звание генерал-майора. В мае 1942 года он был назначен командиром 6-го кавалерийского корпуса. В этой должности принимал участие в Харьковской операции 1942 года. 10 мая командующий фронтом маршал Тимошенко приказал корпусу прорвать оборону немецких войск и наступать на Красноград. Корпусу удалось вклиниться в оборону на 140 километров, однако впоследствии он был окружен танковыми войсками группы армий «Юг». По приказу командования фронта корпус Носкова в течение восьми дней вёл отчаянные бои с немецкими войсками, прикрывая отход 57-й и 6-й армий. Оставшись без боеприпасов и продовольствия, корпус был разбит, а его остатки отдельными группами пытались прорваться к своим. Носков вёл отряд в 300 человек, но вскоре в нём осталось лишь 5 бойцов. В очередном бою с немцами Носков был контужен, оглушён ударом приклада и попал в плен.
Содержался в ряде лагерей для военнопленных — в Лозовой, Павлограде, осенью 1942 года был переведён в Восточную Пруссию. В 1943 году Носков содержался в Хаммельбурге, в 1944 году — в Нюрнберге и Вайсенбурге. 4 мая 1945 года из последнего Носков был освобождён американскими войсками. Через советскую военную миссию по репатриации в Париже Носков был отправлен в Москву. После прохождения проверки в органах НКВД он в начале 1946 года был восстановлен в кадрах Советской Армии. В 1947 году Носков окончил Высшие академические курсы при Военной академии Генерального штаба, после чего был назначен заместителем командира 5-й гвардейской мотострелковой дивизии Туркестанского военного округа. Спустя полтора года он стал начальником штаба стрелкового корпуса, но через полгода по собственному желанию вернулся на прежнюю должность.
В 1951 году Носков командовал 16-й механизированной дивизией, а с 1953 года стал заместителем командира 17-го стрелкового корпуса. 5 июня 1954 года он вышел в отставку по состоянию здоровья. Умер в Москве 1 января 1960 года.
Награждён орденом Ленина (1946), четырьмя орденами Красного Знамени (1938, 1941, 1946, 1948).

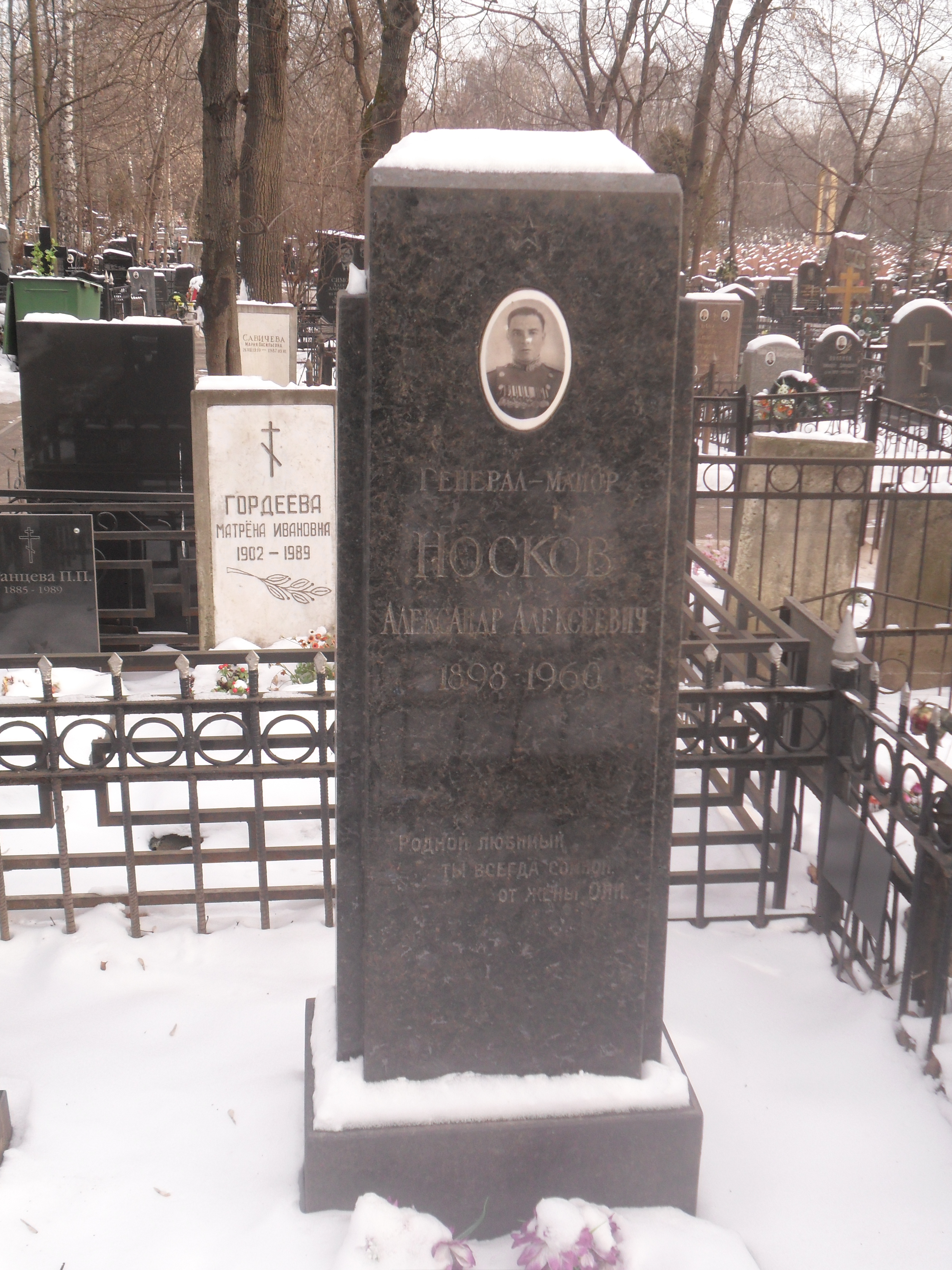
Могила Носкова на Преображенском кладбище Москвы.